# Owslebury
Owslebury is een civil parish in het bestuurlijke gebied Winchester, in het Engelse graafschap Hampshire met 818 inwoners.